# Monplaisir (Angers)
Pour les articles homonymes, voir Monplaisir.
Monplaisir est l'un des quartiers nord d'Angers construit entre 1962 et 1976. Il compte aujourd'hui 11 500 habitants. Monplaisir totalise actuellement 3 397 logements, tous types confondus, dont près de 2700 logements de type HLM.
Monplaisir est à l'origine une zone à urbaniser en priorité, constituée majoritairement de HLM, aujourd'hui un quartier prioritaire, considéré comme le plus pauvre du département et avec un taux de chômage des plus élevés du département de Maine-et-Loire et d'Angers (près de 30 %). C'est un quartier également jeune, avec 30 % des habitants ayant moins de 20 ans.
Le conseil consultatif de quartier de Monplaisir a été installé officiellement le 5 mars 2004 par Jean-Claude Antonini, maire d'Angers de l'époque, et Odile Sallé, présidente du conseil consultatif de quartier.

## Localisation
Ce quartier est bordé à l'ouest par la Maine, au nord par la partie la plus verte de la ZI dite d’Écouflant ainsi que par le secteur d’habitations de l'hippodrome d'Éventard. Il est longé à l'est par l'avenue Victor Chatenay, au sud par la rue de Flandre, les boulevards du Vaugareau et Gaston Ramon.

## Chronologie du quartier
Le nom « Monplaisir » provient d'un domaine du XVIe siècle, nommé à l'époque les "Hautes-Gagneries". Au XIXe siècle, Monplaisir devient un hameau (avec plusieurs fermes) où les sœurs du Bon Pasteur s'installèrent à partir de 1863 jusqu'à la Seconde Guerre mondiale, de jeunes détenues effectuent des travaux en plein air,. Par la suite, les terrains servirent de colonie pour les jeunes femmes issues de diverses colonies religieuses.
Monplaisir est une ZUP créée dans les années 1960 pour répondre à la croissance démographique de la ville d'Angers. Avant la construction du quartier, il existait des champs, des pâtures et un hameau. Dès 1963, cette bourgade s'est transformée en une petite ville, qu'est devenu Monplaisir.

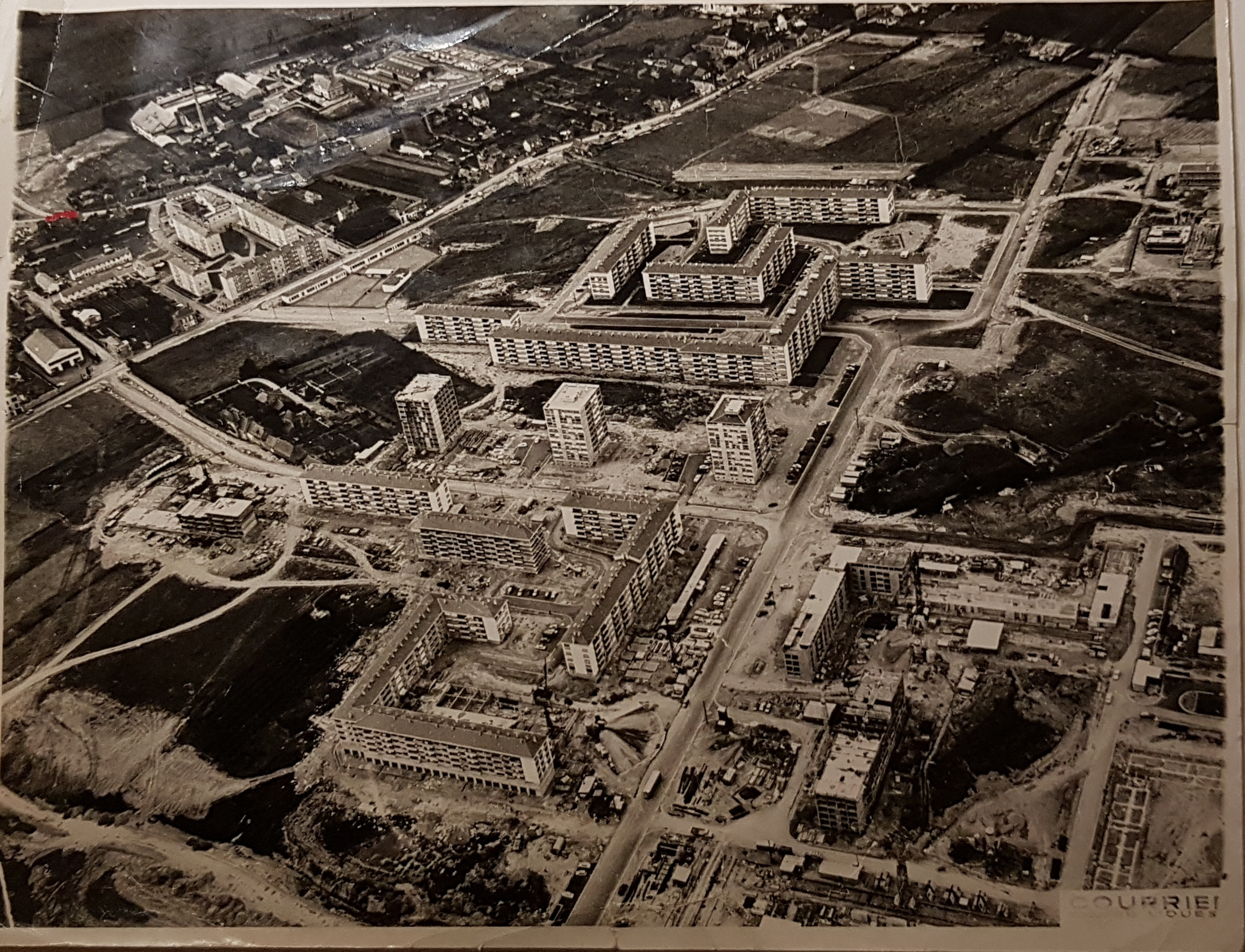
Vue du chantier de construction de la ZUP Monplaisir en 1965

C'est en 1968 que le nom de Monplaisir est finalement attribué à cette ZUP Nord, en référence au chemin de Monplaisir qui se trouvait sur l'emplacement de l'actuel Boulevard de Monplaisir.

### AuXXesiècle

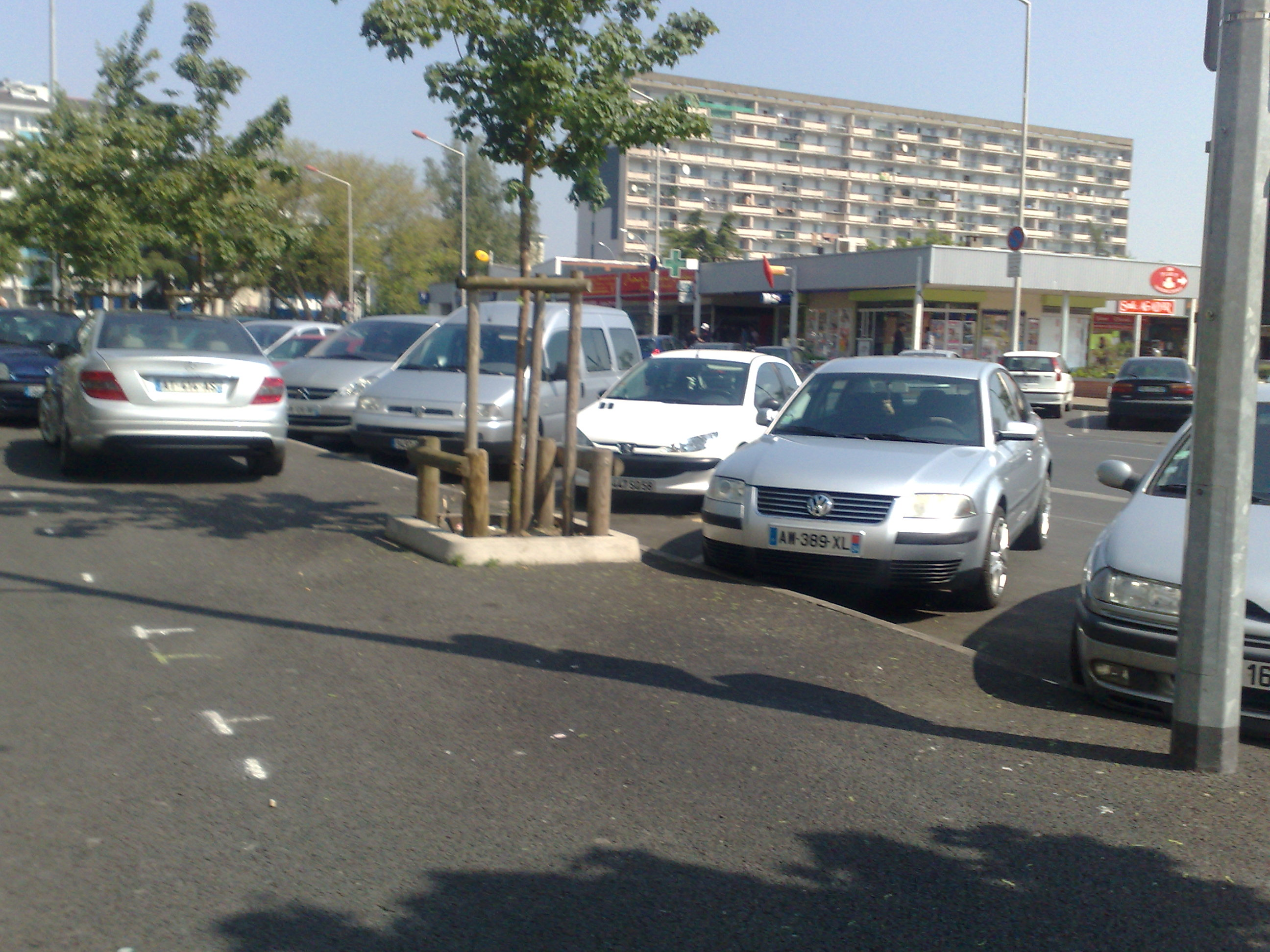
Vue partielle de la Place de l'Europe.

- Inauguration de la place de l'Europe, centre du quartier, le 30 septembre 1965, après l'ouverture du Boulevard Allonneau (du nom d'un ancien maire d'Angers), un des plus grands boulevards angevins (long d'environ 950 mètres) le 2 novembre 1964.
- 1960 : création le 9 mars par arrêté ministériel d'une zone à urbaniser en priorité intitulée "ZUP Angers-Nord" puis "ZUP Angers-Briollay". Elle couvre 83 ha et 2 650 logements sont prévus à partir de 1963[7]
- Entre 1963 et 1976 : 2 300 logements sont construits, essentiellement des HLM autour de l'axe du boulevard Allonneau et de la place de l'Europe. Ce sont en partie des ouvriers africains qui ont construit ces logements. La plupart des HLM sont des immeubles de cinq à sept étages ; les plus hauts sont la barre de l'Europe (douze étages et près de 450 habitants) et la tour des Pavots (dix étages, près de 100 habitants). Un programme HLM novateur est inauguré en 1971 : la résidence Kalouguine.
- De même dans les décennies 1960 et 1970, le centre commercial de l'Europe est construit.
- Juin 1980 : Inauguration de la Maison Pour Tous Monplaisir (MPT Monplaisir), remplaçant l'ancienne Maison des Jeunes et de la Culture de Monplaisir qui avait été créée en 1968, rénovée puis agrandie en 1975. Située sur la Rue de l'Ecriture (derrière la Place de l'Europe), elle compte une vingtaine d'employés (la plupart à temps plein), chargés de faire participer les jeunes du quartier à des activités ou a aider des jeunes plus en difficultés, notamment sociale (animateurs de quartier). Elle totalise en 2014 près de 800 adhérents[8].
- 1992[9] : Le siège social de Scania Production Angers SAS s'installe au nord du quartier, en partie sur Ecouflant. Elle emploie près de 510 personnes aujourd'hui.
- 1993 : inauguration du lycée général et technologique Mounier ; Au départ, ce lycée était construit seulement pour des élèves de seconde, destinés par la suite à aller au lycée Joachim-du-Bellay. Aujourd'hui, il accueille aussi bien secondes, premières et terminales, comptant près de 550 élèves.
- 2004 : installation du conseil consultatif du quartier Monplaisir.
- 2005 : le quartier est touché par les émeutes de l'automne 2005.
- 2009 : conseil municipal délocalisé à Monplaisir en octobre, le quartier était le sujet le plus important ce soir-là, une première à Angers.
- 2014 : ouverture d'un relais-mairie dans le secteur Europe[10].

#### De l'âge d'or à la crise des banlieues
Monplaisir, comme beaucoup de ZUP construites à la même époque, rencontre donc de graves problèmes socio-économiques. À partir des années 2000, le quartier passe d'un quartier neuf et prospère à une cité sensible et criminogène, du fait de la pauvreté. On recense plusieurs faits qui en témoignent : guerre de bandes (2009) entre mafias locales, trafics de drogues, avec perquisitions, braquages, agressions, fort taux de chômage (taux le plus élevé du département), racisme à l'embauche, promiscuité, dégradation du cadre de vie, bâtiments trop élevés parfois sans ascenseurs, enclavement du quartier, etc. Autant de problèmes qui nuisent à l'image et à la vie du quartier aujourd'hui.
Le quartier fut aussi une des zones les plus touchées à Angers lors des émeutes en banlieues de 2005, avec une trentaine de voitures incendiées, des poubelles brûlées, un braquage et le poste de police qui fut partiellement incendié.
La situation a d'ailleurs monté d'un cran en 2009 avec des rixes entre bandes rivales pour des motifs divers,, émeutes, braquages, car-jackings, fusillades,, nombreuses perquisitions... qui encore une fois témoignent des problèmes cités ci-dessus. Par ailleurs, d’importants réseaux de trafiquants de drogue ont déjà été démantelés dans le quartier Monplaisir,,,,.
Il n’en demeure pas moins que, hors situations exceptionnelles, les faits de criminalité y sont sporadiques et localisés. Les risques encourus par un promeneur discret, respectueux des lieux, de ses habitants et qui reconnait sans la contester la nature parfois séditieuse de ce territoire, sont donc extrêmement minimes voire totalement nuls, contrairement aux clichés véhiculés sur ce type de quartier périphérique. A Angers, les statistiques prouvent d'ailleurs que Monplaisir n'est pas l'un des quartiers les plus dangereux, contrairement au centre-ville, par exemple.
Le fort taux de chômage peut expliquer en partie les tensions, ainsi qu'un faible revenu moyen par habitant. A Monplaisir, 33 % des ménages sont sous le seuil de bas revenus (taux le plus élevé du département). En ce qui concerne les rapports tendus avec la police nationale, des associations de quartiers (Monplaisir et La Roseraie, essentiellement) se plaignent des contrôles "musclés" et disproportionnés ainsi que des contrôles au faciès,.
Jean-Claude Antonini, ancien maire d'Angers et ancien médecin de ce quartier, a d'ailleurs mis en place sous sa mandature de maire un conseil municipal délocalisé dans le quartier (voir plus bas) en octobre 2009 pour répondre aux problèmes de chômage et d'éducation mais aussi d'urbanisme. À l'époque, certains habitants pensaient déjà que cela ne déboucherait que sur peu de projets concrets.

### Projets
Le quartier de Monplaisir est l'un des axes forts de rénovation urbaine pour les années à venir à Angers. Les principaux projets sont les suivants : 
- Entre 2010 et 2020 : Rénovation de la Place de l'Europe[28]
- Entre 2018 et 2022 : La deuxième ligne du tramway d'Angers qui reliera le parc des expositions d'Angers à Beaucouzé, via Monplaisir[29].

## Sécurité
- Poste de police nationale sur la place de l'Europe (rouvert après de multiples incendies volontaires).
- Monplaisir dépend du centre de secours principal du Chêne-Vert (Saint-Barthélemy-d'Anjou).

## Démographie et statistiques
Une population de 11 500 habitants pour une superficie de 2,95 km², ce qui fait une densité de près de 4 000 habitants au km². Ce quartier a une densité légèrement supérieure à la moyenne angevine.
La majorité des familles sont ouvrières, et Monplaisir représente 7 % de la population angevine. Les moins de 20 ans, quant à eux, représentent 30 % (contre 24 % pour Angers), ce qui en fait un des quartiers les plus jeunes d'Angers.
Près de 25 % des familles de Monplaisir sont des familles monoparentales, contre 17 % à Angers. De plus, en 2006, on comptait près de 27 % de bénéficiaires de la couverture maladie universelle, contre 12 % sur tout Angers. Enfin, près de 60 % des ménages sur Monplaisir sont non-imposables, contre 40 % à Angers.
Monplaisir reste l'un des quartiers les plus cosmopolites d'Angers, à cause de la présence de populations d'Afrique du Nord en majorité (on estimait à près de 700 le nombre d'habitants immigrés dans le quartier, dont deux-tiers de Nord-Africains en 1999, et environ deux milliers d'immigrés aujourd'hui).
Parallèlement, les moins de 49 ans représentent 74 % et le taux de chômage est supérieur à la moyenne de la ville, avec près de 27 % de chômage en 1999 dans le quartier, contre 10 % à Angers dans son ensemble et à titre d'exemple, 20 % pour d'autres quartiers comme celui de La Roseraie. Le problème de l'emploi des jeunes fut d'ailleurs soulevé par les élus et les habitants, lors de réunions après les affrontements (fusillade du 23 mai 2009) entre bandes rivales. Le quartier Monplaisir compte l'un des taux de chômage les plus élevés du département de Maine-et-Loire mais pas de la ville d'Angers.
Fin 2009, les ménages de plus de six personnes représentaient 3,3 % des habitants ; Près de 52 % des habitants du quartiers y résident depuis plus de cinq ans. En 2009 toujours, 28,6 % de la population est considéré comme vivant avec de bas revenus contre 9,8 % sur Angers.
De plus, la ZUS Monplaisir (autrement dit, les secteurs Europe et Dunant en partie) totalisaient près de 8 000 habitants en 2006 (8 500 aujourd'hui), dont près de 7 600 ménages avec un taux moyen de 73 % d'appartements HLM. Par la suite, cette zone urbaine sensible compte un taux d'activité de 74 % chez les 25 à 65 ans. 87 % des travailleurs habitant la cité sont des ouvriers et parallèlement, on comptait en 2006 toujours près de 22 % de demandeurs d'emploi toutes catégories confondues (1,2, et 3).

### La cité HLM

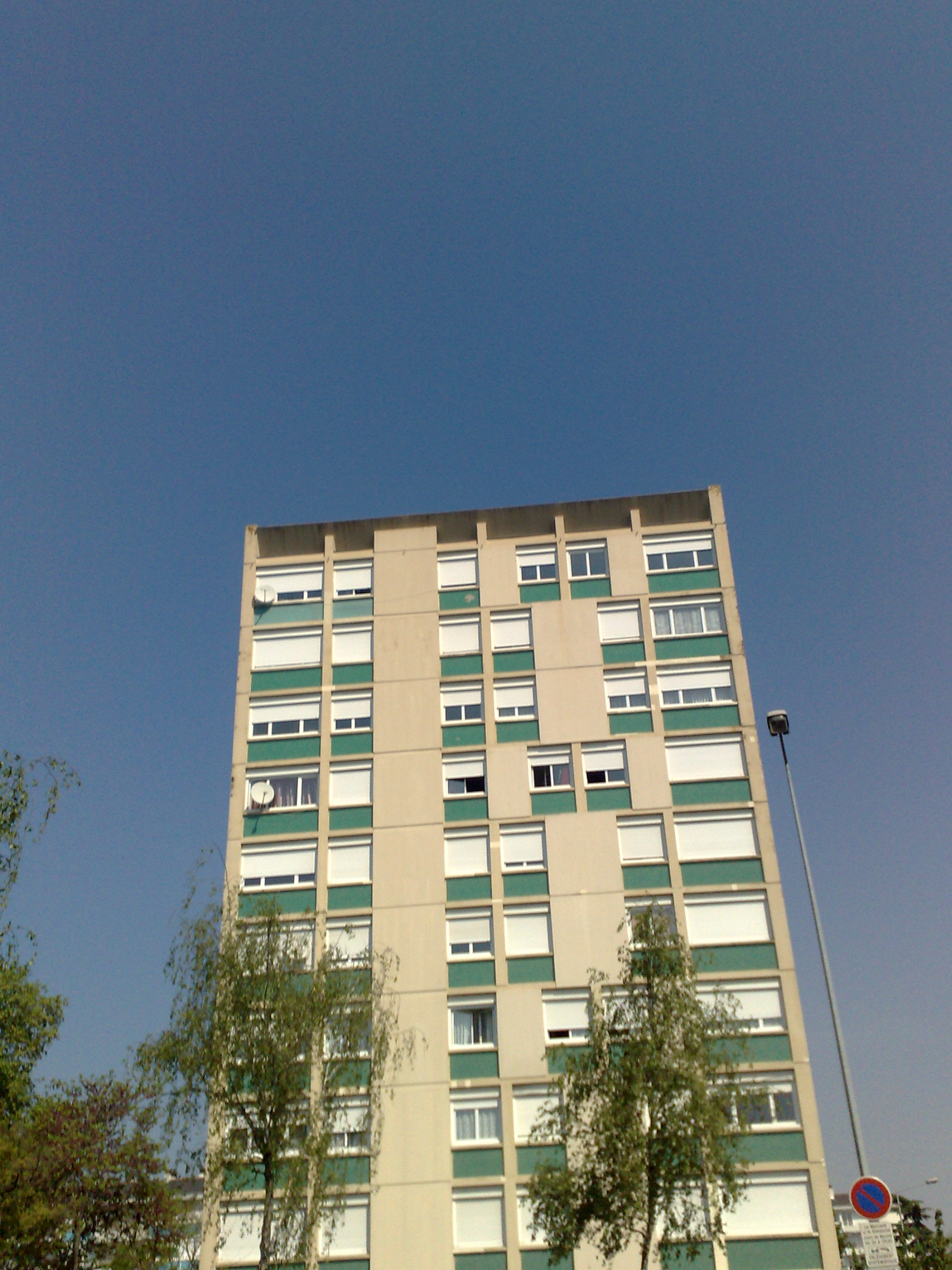
Une des tours Gallieni, avant ravalement de façades.

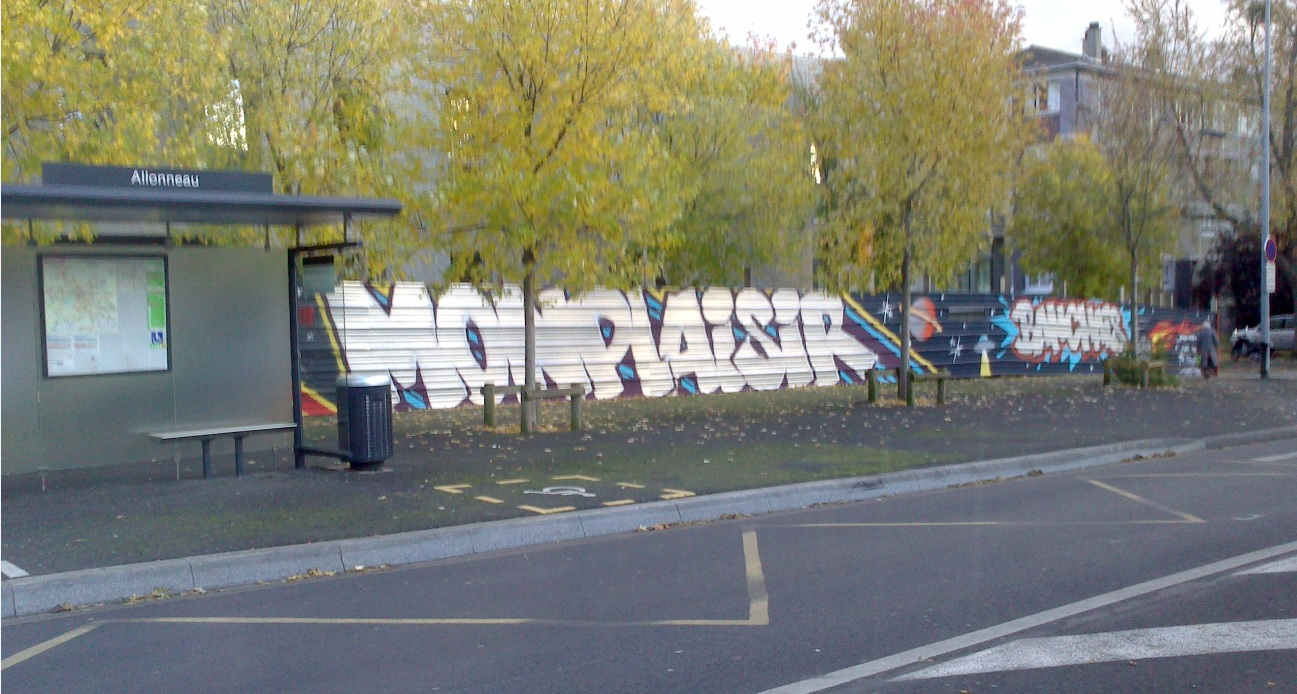
Tags sur le Boulevard Allonneau.

70 % des habitations de Monplaisir sont des habitations HLM, situées dans la ZUS qui s'étend sur 97 hectares, soit 68,7 % des habitants du quartier sur 33,2 % de Monplaisir. Près de 7 904 habitants habitent en HLM (chiffres de l'année 2006) à Monplaisir sur les 11 500 en tout. En 1999, près de 77 % des habitants de Monplaisir étaient locataires.
10 ans après, sur le quartier Monplaisir, on comptait un taux de 80,3 % de ménages locataires et 19,7 % de propriétaires. Parmi les locataires, 68,5 % le sont en HLM.
Les habitations HLM sont majoritairement des barres HLM allant de cinq à sept étages pour les barres les plus petites (immeubles du boulevard Allonneau) jusqu'à douze étages (Barre de l'Europe, environ 500 habitants). Quelques tours existent, notamment boulevard Dunant, ou encore boulevard Galliéni (trois tours de dix étages chacune, environ 250 habitants en tout) et Schumann (la tour des Pavots, par exemple, environ 100 habitants).
En juin 2020, La Barre HLM de l'Europe est démolie par la mairie de Angers, de plus de 100 logements répartis sur 10 étages et 5 cages d’escaliers est un bâtiment historique du quartier de Montplaisir. Construit en 1966, pour répondre au besoin de logements, après la seconde guerre mondiale. Le porche de l’immeuble Lyautey, est démolie en 2020, les deux tours Gallieni du quartier de Montplaisir sont démolie en mai 2023, datant des années 1960.

## Espaces verts
- Ce quartier bénéficie d'un air sain car situé en plan incliné est-ouest vers le bassin de la Maine, sous les vents dominants nord-ouest passant au-dessus de l'île Saint-Aubin.
- Parc Hébert de la Rousselière
- Bords de Sarthe

## Conseil municipal à Monplaisir
Depuis quelques années, les habitants mais aussi les élus angevins ont remarqué que la situation se dégrade dans ce quartier, où les riverains et même des conseillers municipaux (comme Ahmed El-Bahri) pensent que Monplaisir est ou va devenir un ghetto socio-ethnique. En effet, le problème du chômage, de la violence, etc. est récurrent dans cette ZUP et ZUS du Nord d'Angers. Pour montrer son intérêt pour le quartier, l'équipe municipale a donc fait un conseil municipal délocalisé pour la première fois dans le quartier Monplaisir (Gymnase du quartier) en début octobre 2009. Quelques mesures ont été prises, comme la mise en place d'un tramway en 2016 (ligne B) et des mesures pour l'emploi (420 000 € de financement de projets).
En 2012, malgré une opération de rénovation urbaine toujours en ébauche à Monplaisir, le Ministre de la Ville a été reçu dans le quartier par le maire d'Angers pour faire un bref point sur la situation.

## Santé
La ZUS Monplaisir comptait en 2006 deux cabinets de chirurgie dentaire, 12 médecins généralistes et spécialistes, deux pharmacies et onze groupes paramédicaux. L'INSEE estime à une moyenne de cinq médecins dans un rayon de 500 mètres sur le quartier.

## Grandes artères

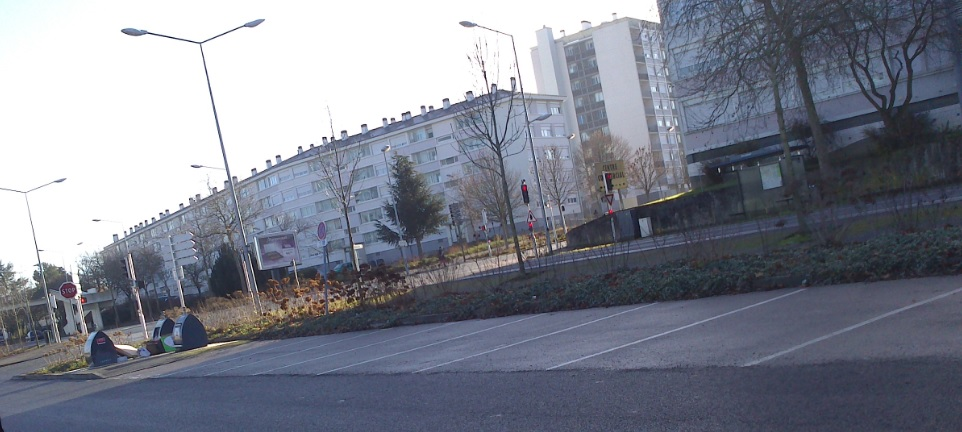
Le Boulevard de Monplaisir, à l'extrémité nord du quartier.

- Le boulevard Robert-Schumann
- Le boulevard Lyautey
- Le boulevard Auguste-Allonneau
- Le boulevard Henri-Dunant
- Le boulevard Gaston-Ramon
- Le boulevard de Copernic
- Le boulevard de Monplaisir
- Le boulevard de l'Industrie

## Enseignement
Plusieurs groupes scolaires (maternelles et primaires)
- Henri-Chiron
- Voltaire
- Paul-Valéry
- Alfred-de-Musset

Des collèges
- Debussy, dans le secteur des 7 Sonnettes.
- Jean-Lurçat, dans le secteur de l'Europe.

Des lycées
- Henri-Dunant (enseignement professionnel), dans le secteur Schweitzer.
- Emmanuel-Mounier (enseignement général), dans le secteur Europe.

Autre
- Centre de formation professionnel des Compagnons du Devoir (boulevard de Copernic).

## Sous-quartiers

### Europe, le cœur du quartier

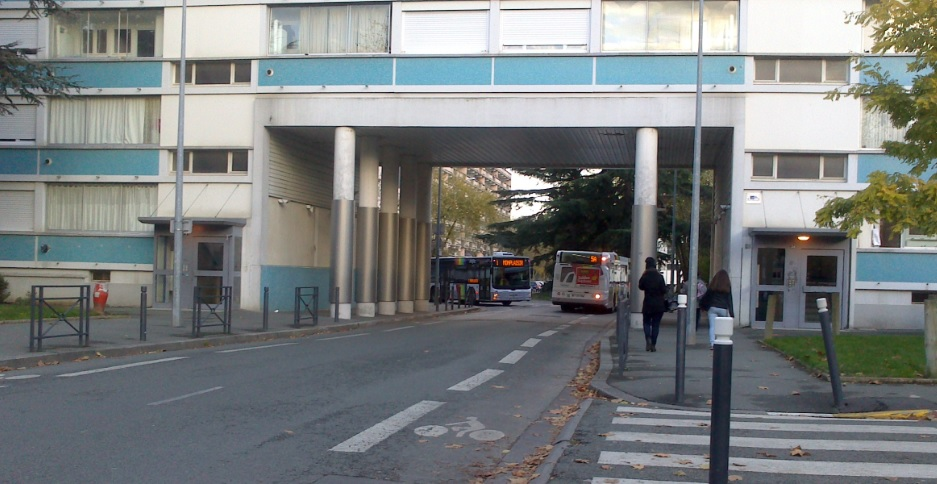
Vue du porche, place de l'Europe, depuis le Bld Lyautey.

La place de l'Europe ne se limite pas à un seul rond-point, mais s'étend sur une centaine de mètres de côté, formant une vaste esplanade. Elle forme un carré, où l'on trouve un centre commercial de quartier avec plusieurs bars (3 au total), des restaurations rapides Kebab (quatre), une supérette Diagonal des bureaux-tabacs, des cybercafés (2 au total), un salon de coiffure, une pharmacie, deux boulangeries, un bureau de courtier en assurances, un Bureau de Poste et une agence Pôle emploi. La place de l'Europe est bordée par le boulevard Allonneau d'un côté et la Rue de Normandie, où se trouvent en partie la Maison Pour Tous (MPT Monplaisir) et la mairie de quartier.
La place de l'Europe, connue à Angers pour représenter le quartier, est aussi un lieu qui voit transiter chaque jour beaucoup d'habitants, aussi bien les vieux habitants du quartier que les plus jeunes. C'est un lieu cosmopolite et riche de diversité.
Europe est aussi un secteur, plus qu'une place, comptant (excepté toutes les infrastructures de la place de l'Europe elle-même) le collège Jean-Lurçat et le lycée Mounier, plusieurs habitations HLM (tours et barres : quatre barres et tours HLM encadrent l'Esplanade de l'Europe) un stade, un gymnase, des écoles...
Au niveau des Transports publics angevins (Irigo, la place de l'Europe est desservie par les lignes 1, 5, 9.
- Europe Porche : Lignes 1 (vers centre-ville et Belle-Beille) et 5A (vers La Roseraie), situé sur le boulevard Lyautey. Le nom « porche » vient du fait que les bus passent en dessous d'un immeuble de 7 étages, sous un porche.
- Europe : Situé sur le rond-point, desservi par les lignes 1 (vers Monplaisir) et 5B (vers Verneau).

Les arrêts Europe et Europe Porche sont les plus fréquentés du quartier Monplaisir.
Europe compte près de 8 500 habitants à lui seul, ce qui en fait la partie la plus grosse du quartier.

### Schweitzer
Schweitzer est la section sud-est du quartier qui, regroupé avec Copernic-Tardivière/7 sonnettes, compte près de 1 000 habitants. Schweitzer comprend la rue Schweitzer, le nord du boulevard Birgé, la partie terminale de l'avenue Pasteur et une partie du boulevard Dunant, où se situent notamment un château d'eau et le lycée professionnel Henri Dunant. La rue Schweitzer, où se trouvent plusieurs habitations individuelles (maisons), est encadrée à ses extrémités par deux ponts sur la ligne de chemin de fer (Angers-Paris).

### Doyenné-Dunant
Le Doyenné est la section ouest du quartier, avec (dans toute la section Dunant au total) près de 1 000 habitants, construite sur l'axe du boulevard Gaston-Ramon (boulevard périphérique nord), où se trouve d'un côté la Zone Industrielle Saint-Serge (magasin Gémo, marché d'intérêt national du Val de Loire, concessionnaires Peugeot et Citroën... - cette zone fait officiellement partie du quartier Saint-Serge) et de l'autre côté du boulevard, la Zone commerciale Saint-Serge (Carrefour, Conforama, McDonalds...). Le boulevard s'arrête avant la Maine, séparant Monplaisir du quartier Verneau. Le Doyenné s'étend sur une partie du boulevard Dunant.
Outre une zone industrielle et commerciale, le Doyenné compte quelques barres et tours HLM, une des salles de Prières pour les Musulmans angevins, une antenne de la Banque Alimentaire du Maine-et-Loire ainsi que Le Chabada.

### Copernic-Tardivière
Ce quartier est aussi nommé Les 7 sonnettes ou Debussy, situé au nord-est de Monplaisir. Il compte des quelques habitations individuelles (maisons), la piscine de Monplaisir, le Collège Debussy, les aires industrielles de Scania Production SAS et le siège social, les Compagnons du Devoirs. Il compte très peu d'habitants.

## Commerces, entreprises, emploi et structures

### Commerces
- Un centre commercial de quartier, autour d'une superette Shopi, existe au boulevard Allonneau. C'est le centre commercial de l'Europe (voir plus haut, dans la section Europe).
- Hypermarché Carrefour Saint-Serge : l'un des deux plus grands hypermarchés du Maine-et-Loire (avec plus de 11 000 m2 de surface totale) disposant d'une galerie marchande (plusieurs dizaines de boutiques) et d'un restaurant McDonald's, Flunch, Conforama... Celui-ci est à moins de 1 200 mètres du centre commercial de quartier (Europe)[40].
- Un magasin Leader Price se situe à moins 800 mètres du centre de Monplaisir.
- Le marché de Monplaisir, le mercredi et le dimanche[41], est l'un des plus fréquentés et des plus connus d'Angers, avec près de 160 stands, présent sur une partie du boulevard Allonneau (de la place de l'Europe jusqu'à la rue de Touraine). Dans les années 1970, ce marché descendait jusqu'au collège Montaigne, jusque dans le quartier du Grand-Pigeon.
- Depuis la fin de l'année 2009, un supermarché Lidl est présent dans le secteur des 7 Sonnettes.

### Entreprises
- Monplaisir abrite le siège social national de la firme Scania France SAS, à la frontière entre Monplaisir et la zone industrielle d'Ecouflant, au nord du quartier. C'est là-bas que sont construits chaque année plusieurs centaines de camions. D'autre part, l'usine Scania d'Angers construisait aussi jusqu'en 2000 des autobus, notamment pour des réseaux comme Keolis Angers ou Orlybus, mais cette production a été délocalisée par la suite en Pologne.
- On compte également de nombreux bureaux de banques de proximité sur la place de l'Europe, au cœur du quartier Monplaisir, comme le Crédit agricole, la Caisse d'épargne ou encore la Banque postale.

### Emploi
Malgré son taux total de chômage de 27 %, on recense 17 % des moins de 25 ans du quartier qui sont au chômage, « chiffre le plus faible sur tous les quartiers angevins » d'après le responsable Pôle emploi à Monplaisir. Les plus de 50 ans cherchant du travail sont 18 % (taux équivalent aux moyennes nationales). Le responsable Pole Emploi ajoute, à propos des gens du quartier : "Des gens rebondissent et s'en sortent, malgré des difficultés importantes de langue, de diplôme ou de qualifications, et malgré la crise qui perdure. Mais les gens de ce quartier ont envie de bosser et de s'en sortir".

## Culte religieux
- Musulmans : mosquée sur le boulevard du Doyenné. Étant trop petite, un projet de grande mosquée d'Angers est en cours sur le quartier Verneau.
- Chrétiens  : l'église Saint Jean[43], à l'angle de la rue de Normandie et de la rue d'Osnabruck a été construite en 1966 par l'architecte Yves Rolland[44].
- Juifs : la synagogue d'Angers se situe dans le quartier de la Doutre.

## Services publics

### Dans le quartier
- Antenne Pôle emploi

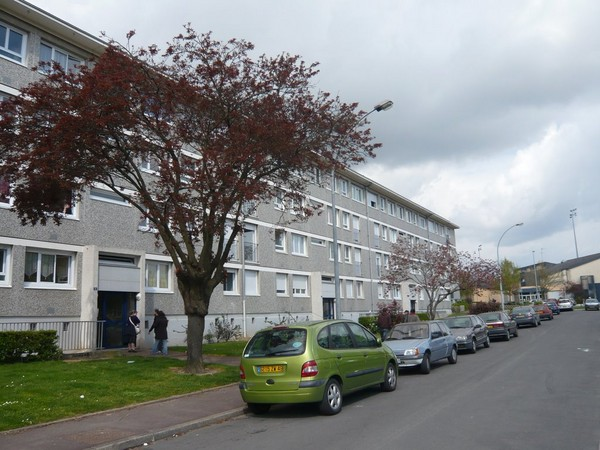
La rue de Haarlem ; au fond, la Maison de quartier et MPT Monplaisir

- Poste de police nationale, rouvert après de multiples incendies volontaires
- Mairie de quartier
- Maison départementale des solidarités (MDS)
- Bibliothèque de quartier
- Centre social CAF
- Centre de soins
- Bureau de Poste
- Foyer de jeunes travailleurs
- Foyer de personnes âgées
- Maison Pour Tous Monplaisir
- Ami l'Ange Service

### Temps entre Monplaisir et certains lieux angevins (en moyenne)
- Le centre hospitalier universitaire d'Angers est à dix minutes du quartier
- Le campus universitaire du quartier Belle-Beille est à 20 minutes
- Le centre-ville à est cinq à dix minutes
- Le lac de Maine à 20 minutes
- La gare d'Angers Saint-Laud à dix à quinze minutes
- Le parc des expositions d'Angers à cinq minutes.

Toutes ces valeurs sont valables pour des automobilistes et ne sont qu'indicatives. En transports en commun (Irigo), ces valeurs sont susceptibles de doubler voire de tripler selon les horaires et les temps d'attente.

## Transports urbains
- Bus Irigo :
- Ligne 1 du réseau Irigo,
- Ligne 2 du réseau Irigo,
- Ligne 5 du réseau Irigo,
- Ligne 9 du réseau Irigo
- Ligne 10 du réseau Irigo.
- De nombreuses pistes cyclables
- Une tête de stations Taxis sur le boulevard Allonneau
- La ligne de tramway B devrait desservir le quartier Monplaisir d'ici à fin 2023. Les premiers essais sont réalisés sur le printemps de la même année[45].
- Monplaisir est à 10 à 15 minutes du Centre-ville en bus.

## Personnalités du quartier
- Jean-Pierre Chauvelon, proviseur de lycée, adjoint au quartier Monplaisir.
- Ahmed El-Bahri, ancien proviseur du collège Jean-Lurçat, du collège Chevreul et ayant grandi dans le quartier dans les années 1970, il symbolise la réussite sociale dans le quartier. Actuellement dans l'opposition dans le Conseil Municipal et proviseur du Lycée Emmanuel Mounier.
- Valérie Trierweiler, l'ancienne première dame de France qui allait au collège Jean Lurçat en fin des années 1970.
- Maurice Guignard, un représentant associatif du quartier, décédé en 2012.